# David Martin Green
David Martin Green (* 20. Januar 1953 in Vancouver, British Columbia) ist ein kanadischer Herpetologe.

## Leben
Green erwarb 1976 einen Bachelor of Science mit Auszeichnung in Zoologie an der University of British Columbia. 1979 erwarb an der University of Guelph den Master of Science mit der Schrift Functional and comparative morphology of treefrog toe pads und 1982 wurde er mit der Dissertation Theoretical analysis of hybrid zones derived from an examination of two dissimilar zones of hybridization in toads (Genus Bufo) an derselben Universität zum Ph.D. in Zoologie promoviert. Nachdem er von 1981 bis 1983 als Forschungsstipendiat des Natural Sciences and Engineering Research Council (NSERC) seine Postdoc-Phase am Museum of Vertebrate Zoology der University of California, Berkeley absolviert hatte, arbeitete er als Assistant Professor an der McMaster University und anschließend an der University of Windsor, bevor er 1986 als Forschungsstipendiat des NSERC und Assistant Professor an das Redpath-Museum kam, wo er 1996 Kurator für Wirbeltiere wurde. Seit 2004 ist Green ordentlicher Professor an der McGill University. Von 2005 bis 2015 war er Direktor des Redpath-Museums.
Greens Forschungsarbeiten befassen sich mit der Ökologie, Genetik und Evolution von Amphibien, insbesondere mit der Biosystematik und Evolution, der Naturschutzbiologie, der interspezifischen Hybridisierung, der geografischen Variation und Ökologie von Fröschen und Salamandern, der Evolution der Geschlechtsbestimmung bei Tetrapoden sowie mit dynamischen Systemen und der Fuzzylogik in Evolutionsmodellen.
Sein besonderes Interesse gilt gefährdeten Arten, den Faktoren, die das Verbreitungsgebiet von Arten und den Rückgang ihrer Populationen bestimmen, der Populationsdynamik, der Ausbreitung und Vermehrung von Amphibien sowie dem Rückgang von Amphibienpopulationen. Greens Bibliographie umfasst 100 Fachpublikationen (darunter 17 Buchkapitel) und mehr als 100 verschiedene andere Veröffentlichungen und Berichte. Zu seinen Büchern zählen Amphibians of British Columbia (1984), Amphibian Cytogenetics and Evolution (1991), Amphibians in Decline: Canadian Studies of a Global Problem (1997), The Amphibians and Reptiles of British Columbia (2007), Amphibian cytogenetics and evolution (2012) und North American Amphibians Distribution and Diversity (2014). Green ist beziehungsweise war Mitherausgeber von der Zeitschriften Diversity and Distributions (seit 2007), Ecography (seit 2007), dem Zoological Journal of the Linnean Society (seit 2006) und Herpetologica (von 1995 bis 2002). Seit 2005 ist er Mitglied der Redaktionsausschusses des Canadian Journal of Zoology und seit 1996 der Zeitschrift Biochemical Systematics and Ecology. 
Green ist Mitglied der Linnean Society of London, in der American Society of Ichthyologists and Herpetologists, in der Society for the Study of Amphibians and Reptiles (SSAR), in der Herpetologists’ League und in der Society for Conservation Biology. Von 2001 bis 2002 war er Präsident der Society for the Study of Amphibians and Reptiles und im Jahr 1989 Gründungspräsident der Canadian Association of Herpetologists. Von 1998 bis 2002 war er Vorsitzender des Committee on the Status of Endangered Wildlife in Canada und von 2002 bis 2005 Mitglied des Science Advisory Council of Fisheries and Oceans Canada.
Gemeinsam mit Hinrich Kaiser und Michael Schmid beschrieb Green die Froschart Eleutherodactylus amplinympha aus Dominica.